# Московско време
| светло плава  | Западноевропско време, Гриничко средње време ()                                     |
| плава         | Западноевропско време, Гриничко средње време (UTC+0) Западноевропско летње време () |
| розе          | Средњоевропско време, Западноафричко време ()                                       |
| црвена        | Средњоевропско време () Средњоевропско летње време ()                               |
| жута          | Калињинградско време ()                                                             |
| златна        | Источноевропско време () Источноевропско летње време ()                             |
| светло зелена | Further-eastern European Time, Московско време, Турско време ()                     |

Московско време (енгл. Moscow Time – MSK) је друго време у којој се Москва налази (постоји 11 временских зона у Русији). Московско време је 3 сата од UTC-a (UTC+3). У Русији, Московско време се користи за бродове, авионе, возове, телеграме и остало.